# Football Club Platinum
O Football Club Platinum é um clube de futebol com sede em Zvishavane, Zimbabwe. A equipe compete no Campeonato Zimbabuense de Futebol.

## História
O clube foi fundado em 1995.